# Kasteel van La Guerche
Het Kasteel van Guerche (Frans: Château de la Guerche) is een kasteel in de Franse gemeente La Guerche. Het kasteel is een beschermd historisch monument sinds 1944.
Het kasteel werd gebouwd in de 15e eeuw aan de oever van de Creuse. De landschapstuin van het kasteel werd aangelegd in de 19e eeuw.